# Caterpillar (Mina)
Caterpillar è un album in studio della cantante italiana Mina, pubblicato il 18 ottobre 1991 dalla PDU.
Il brano Il genio del bene fu usato da Rete 4 come sigla della telenovela Vendetta di una donna, con Luisa Kuliok.

## Tracce
Disco 1 / CD 1
1. Stardust – 3:54 (testo: Mitchell Parish – musica: Hoagy Carmichael)
2. La casa del serpente – 6:10 (Ivano Fossati)
3. Canto (Anche se sono stonato) – 3:13 (testo: Leo Chiosso – musica: Lelio Luttazzi)
4. I'm a Fool To Care – 3:03 (Ted Daffan)
5. Love Me, Please Love Me – 3:55 (testo: Michel Polnareff, Frank Gerald – musica: Michel Polnareff)
6. Doodlin' – 4:36 (Horace Silver)
7. California – 5:29 (Gianna Nannini)
8. Lo shampoo – 3:39 (Giorgio Gaber)
9. Love Me Tender – 4:03 (testo: Elvis Presley – musica: Vera Matson)
10. Legata ad uno scoglio – 2:25 (testo: Leo Chiosso – musica: Lelio Luttazzi)

Disco 2 / CD 2
1. Il corvo – 3:44 (Marco Luberti)
2. Acquolina – 5:00 (testo: Samuele Cerri – musica: Roberto Costa)
3. Lunarità – 5:05 (testo: Samuele Cerri – musica: Fabio Sinigaglia)
4. Flamenco – 4:24 (testo: Giorgio Calabrese – musica: Massimiliano Pani, Massimo Bozzi)
5. Traditore – 4:33 (Giorgio Faletti)
6. Fermi – 4:49 (testo: Samuele Cerri – musica: Mauro Paoluzzi)
7. Il genio del bene – 4:07 (Maurizio Morante)
8. L'indifferenza – 4:55 (testo: Silvestro Longo – musica: Carlo Ambrosio)
9. Amanti – 5:15 (testo: Gino De Nicola – musica: Gino De Nicola, Nicola Di Battista)

## Formazione
- Mina – voce
- Massimo Moriconi – basso, contrabbasso
- Alfredo Golino – batteria
- Massimiliano Pani – tastiera, cori
- Danilo Rea – tastiera, cori, pianoforte, Fender Rhodes, fisarmonica, organo Hammond
- Sandro Gibellini – chitarra
- Angel "Pato" Garcia – chitarra classica
- Massimo Bozzi – tastiera, cori, chitarra
- Roberto Gatto – batteria
- Gigi Cifarelli – chitarra
- Ellade Bandini – batteria
- Mario Robbiani – pianoforte
- Danilo Minotti – chitarra
- Aldo Banfi – sintetizzatore
- Candelo Cabezas – percussioni
- Emilio Soana – tromba
- Fernando Brusco – tromba
- Umberto Moretti – tromba
- Mauro Parodi – trombone
- Marco Tempesta – trombone
- Rudy Migliardi – trombone
- Franco Ambrosetti – flicorno
- Giovanni Trovesi – sax
- Leandro Prete – sax
- Sergio Rigon – sax
- Maurizio Giammarco – sassofono tenore
- Claudio Wally Allifranchini – sassofono tenore, sassofono contralto
- Giancarlo Porro – sassofono baritono
- Feiez – sassofono contralto
- Samuele Cerri, Simonetta Robbiani, Moreno Ferrara – cori

## Classifiche

### Classifiche settimanali
| Classifica (1991) | Posizione massima |
| ----------------- | ----------------- |
| Europa            | 52                |
| Italia            | 4                 |

### Classifiche di fine anno
| Classifica (1991) | Posizione |
| ----------------- | --------- |
| Italia            | 30        |